# こんちわコンちゃんお昼ですょ!
『こんちわコンちゃんお昼ですょ!』（こんちわコンちゃんおひるですょ）は、MBSラジオで毎週月曜日 - 金曜日の12:00 - 15:00に放送中の生ワイド番組。毎日放送本社（大阪市北区茶屋町）M館ラジオαスタジオからの生放送で、2009年4月3日までの放送時間は12:30 - 15:45、2015年3月27日までは12:30 - 16:00、2016年7月4日から9月2日までは12:30 - 15:27、2016年9月5日から2021年10月1日までは12:30 - 15:30であった。
番組タイトルの『コンちゃん』は、メインパーソナリティ・近藤光史（元・毎日放送アナウンサー）の愛称から取られている。2009年9月25日（金曜日）放送分で、放送回数が2000回に到達。2010年10月5日（火曜日）放送分で番組開始10周年を迎えた後に、2013年8月29日（木曜日）放送分で放送回数が3000回、2018年6月28日（木曜日）放送分で4000回に達した。

## 概要
2000年10月2日、『こんちわコンちゃん2時ですょ!』のタイトルで番組がスタート。当初の放送時間は、月～木曜日の14:00 - 16:00であった。2002年4月に放送開始時間が12:30に繰り上がったのを機に、現在のタイトルに改称。2005年4月8日からは、金曜日にも放送されている。歴代のプロデューサーは、中村理（番組開始 - 2003年6月）→渥美昌泰（2003年7月 - 2006年9月）→三浦敏彦（2006年10月 - 2008年6月）→新堂裕彦（2008年7月 - 2012年6月）→　岡墻（おかがき）正芳（2012年7月以降、現在はテレビ制作部へ異動）。
当番組では、近藤を中心に、政治・経済・スポーツ・社会問題に関するトークを展開。番組の要となるコーナー「吼えるコンちゃん」は、近藤が気になるニュースを“吼え”まくる。近藤自身は『朝日新聞』を購読しているが、同コーナーでは同紙の記事にもたびたび“吼え”ている。
番組のオープニングテーマは、初代アシスタントの渡辺たかねが歌う「飛べ飛べサザンアイランド」（作詞・作曲：原田伸郎・歌唱指導：ばんばひろふみ）。渡辺が降板してからも、オープニングテーマに使われているほか、番組内のジングルの一部でインストゥルメンタルバージョンが流れている。
また、かつては14時台と15時台にジャパネットたかた本社スタジオ（長崎県佐世保市）からの中継でラジオショッピングのコーナーを放送していた。同社のラジオショッピングコーナーを1つのラジオ番組で2回放送する編成は、全国のラジオ局でも異例。さらに、レギュラー放送とは別に、同社のラジオショッピングだけで構成する特別番組を随時放送している。
2009年4月からは、前枠の新番組『上泉雄一のええなぁ!』のエンディングで、近藤をはじめとする当番組の出演者が上泉雄一とのクロストークを展開。また、放送時間を15分拡大したうえで、同番組からステブレなしでオープニングに入るようになった。
2009年10月29日には、当番組の放送を終えてから、公開録音による特別番組『こんちわコンちゃん 1179寄席』（MBSラジオと大阪市の共同企画番組、同月17日にワッハ上方ホールで収録）を20:00 - 21:00に放送。当番組から近藤、大平サブロー、桂雀々が出演したほか、桂坊枝や桂都んぼ（現・桂米紫）が落語を披露した。また大阪市長（当時）の平松邦夫をスペシャルゲストに迎えて、近藤とのトークショーを実施した。なお、スタジオ進行は大月勇（当時は毎日放送アナウンサー、現在は同局ラジオ営業部員）が務めている。
2012年4月からは、月・水・木曜日で出演者の新規採用や企画のリニューアルを実施。同年9月1日には、近藤が当番組のタイトルと同名の著書を、西日本出版社から発売した。
2014年には、「動くコンちゃん」「KON COLLECTION」と称して、近藤が放送中に着用している衣装をMBSラジオのYouTube公式チャンネルから出演曜日別に動画で紹介。9月1日（月曜日）放送分からは、radiko.jpプレミアムを通じて、当番組の全編を日本全国で放送と同時に聴取できるようになった。
2015年3月30日（月曜日）からは、『上泉雄一のええなぁ!』の放送枠を当番組の後枠（平日15:30スタート）に移動させた関係で、当番組の放送時間を平日の12:30 - 15:30に変更。『上泉雄一のええなぁ!』を放送していた当番組の前枠には、2013年10月から金曜日の夕方や「茶屋町プレミアムナイト」枠（ナイターオフ期間の平日夜間）で放送されてきた『松井愛のすこ〜し愛して♥』が移動した。このため、レギュラー出演者の一部が両番組へ移ったほか、15時台のコーナー企画を変更。また、番組開始当初から15:30頃に箱番組として内包してきた「ドライバーズ・リクエスト」（TBSラジオ制作の全国ネット番組）のレギュラー放送枠を、『上泉雄一のええなぁ!』のオープニング直後（15:40 - 15:47頃）へ移動させている。
2015年10月で放送開始15周年を迎えたことから、同年12月には、「こんちわコンちゃん 祝15周年ですょ!」というタイトルで18日（金曜日）と19日（土曜日）に特別番組を生放送。18日にはレギュラー放送枠で『ジャパネットたかたから生放送スペシャル』、19日の13:55 - 17:59には『ちゃプラステージから生放送スペシャル』を編成した。
なお、毎日放送がラジオの本放送を始めてから65周年に当たる2016年には、開局記念のインタビュー番組『MBSラジオ65年物語』を7月4日（月曜日）から9月2日（金曜日）まで毎週月 - 金曜日の15:27 - 15:30に編成。同番組の放送期間中は、当番組の放送枠を12:30 - 15:27に短縮していた。また、開局65周年記念特別企画の一環として10月13日（木曜日）から10月16日（日曜日）まで開催した「MBSプロデュース　豪華客船　神戸発着3泊4日の旅『ドリームズ・カム・クルーズ』」（クルーズ客船「ぱしふぃっくびいなす」のチャーターによる有料のスペシャルツアー）には、当番組から近藤と月・火曜アシスタントのシルクが同行。当番組には、13日に船上、14日（金曜日）に途中寄港先・門司港（福岡県北九州市）からの生中継を通じて出演した。
さらに、毎日放送が2016年9月に気象庁から気象予報業務の実施を許可されたことを背景に、2017年4月改編からは同局の気象情報部（放送上の通称は「MBSお天気部」）が独自に観測した天気予報を14時台（または15時台）に伝えている。
2014年以降は、年末年始のレギュラー放送を休止する一方で、12月31日の午後か夜間に『こんばんは（こんちわ）パラちゃん年の瀬ですょ!』（「パラちゃん」ことメッセンジャーあいはらが進行する派生番組）を生放送。2018年12月31日には、同番組の生放送に加えて、『押尾コータローの押しても弾いてもスペシャル』（24:00 - 翌2019年1月1日1:00）の中で「こんちわコンちゃん年越しですょ!」（近藤、金曜アシスタントの山本量子、水曜レギュラーのテンダラー・白川悟実、木曜レギュラーの渡辺裕薫の出演による北御堂境内からの新年カウントダウン生中継）を組み込んだ。
2020年10月2日（金曜日）放送分で、放送開始から20周年に到達。9月28日（月曜日）から10月2日までの5日間は、『こんちわコンちゃんお昼ですょ!今週で20周年ですょ!スペシャルなウィーク!!』と銘打って放送した。
MBSラジオでは同年の10月改編で『上泉雄一のええなぁ!』の放送枠を（『子守康範 朝からてんコモリ!』の後番組扱いで）早朝へ移動。月 - 木曜日の15:00から曜日別のパーソナリティによる生ワイド番組を新たに編成したうえで、2019年10月から放送されている『福島のぶひろの、金曜でいいんじゃない?』と合わせて、「夕方もポチっとMラジ」というレーベル枠を新たに設定した。このため、当番組では10月4日（月曜日）から、金曜日を含めて放送時間を12:00 - 15:00に変更。当番組と前後の生ワイド番組の間で展開されていた出演者同士のクロストークも、前週（1日）放送分で取り止めた。
2024年12月19日から、体調不良で近藤が欠席。2025年最初の生放送が行われた1月6日に、プロデューサーの大月勇（毎日放送元アナウンサー。現・毎日放送から出向扱いでMBSラジオプロデューサー）は「横紋筋融解症（おうもんきんゆうかいしょう）」であると発表し、「病院からもう少し検査入院が必要と言われました。筋肉が溶ける病気で、脚が弱っていますが、近藤さんはもうすぐ帰ってきます。それまでお待ちください」と説明した。近藤は12時台のみの短縮放送だった1月13日（月曜日・成人の日）放送分より復帰。

## 出演者

### 現在
パーソナリティ
- 近藤光史

アシスタント
- シルク（月・火曜、番組開始当初から2006年3月までは水・木曜担当）
- 上田悦子（MBSアナウンサー、火曜日の中継リポーターを務めた後に、2017年10月5日 - 2021年9月30日は木曜担当、2021年10月6日から水曜担当）
- 武川智美（MBSアナウンサー、産前産後休業で一時降板した古瀬絵理の代役として出演を開始。2012年1月4日 - 2021年9月29日は水曜担当、2021年10月7日から木曜担当）
- 市川まゆ（金曜、近藤と同じく昭和プロダクションに所属するフリーアナウンサーで、前任者の山本量子が持病の療養を優先したことを受けて、2024年7月5日から金曜日のアシスタントを代行していた。山本が同年8月18日に死去したことを受けて、同月23日からレギュラーで出演）

レギュラー
- オール阪神（月曜）
  - 2013年4月から金曜日の「週替わりレギュラー」として月に1回のペースで出演。2014年3月31日から、出演曜日を月曜日に変更。
  - 2019年3月下旬より病気療養のため一時休演。休演中は基本的に渡辺裕薫が代演していた。
- 大平サブロー（火曜）
  - 前番組『月曜昼から　大平サブローです』からの続投扱いで、2014年3月までは月曜に登場。2010年9月までは基本的に14:00頃の「今日のテーマ」まで、2012年1月までは15:00頃まで出演していた。
  - 2012年2月からは、月曜日の全編にレギュラー出演。放送時間の重なる『ちちんぷいぷい』（MBSテレビ）のレギュラー出演日が月曜に変更された2014年4月からは、当番組の出演曜日を火曜日に変更している。ただし、『ちちんぷいぷい』の金曜レギュラーへ異動した2017年10月改編までは、月曜日にも当番組の冒頭に30分だけ出演することがあった。
- テンダラー（水曜、2012年4月から出演）
  - 2013年度ナイターオフ期間の水曜日には、当番組へ出演した後に、『なにやっテンダラー』（「茶屋町プレミアムナイト」枠の生ワイド番組）で山本量子と共演していた。
  - メンバーの白川悟実は、2018年の「こんちわコンちゃん年越しですょ!」に、「ジ・白川バンド」（自身で率いるロックバンド）のメンバーと揃って出演。2019年の元日（1月1日）へ入った直後に、「ジ・白川バンド」のボーカルとして、生中継で歌唱と演奏を披露した。
- 亀井希生（MBSアナウンサー、金曜日「コンちゃん今週の珍プレー好プレー」にのみ出演）
  - 2015年3月までは、火・金曜日の「とれたて!駅売り夕刊紙」でナビゲーターを担当。同年4月以降の金曜日には、『松井愛のすこ〜し愛して♥』でコーナー進行を担当してから、当番組に登場する。また、曜日を問わず特別企画で進行役を務めたり、近藤やアシスタントの代役として全編に出演したりすることもある。

以下はMBS気象情報部と契約している南気象予報士事務所所属の気象予報士で、「MBS気象情報部の気象予報士」として、14時台の「お天気のお知らせ」へ交互に出演。出演日には、『松井愛のすこ～し愛して♥』でも、12時台前半の同コーナーを担当する。
- 吉村真希（主に月・金曜）
- 南利幸（主に水曜）
- 前田智宏（主に火・木曜、『ちちんぷいぷい』フィールド気象予報士[注 6]との兼務扱いで2018年6月から担当）
  - 2018年5月までは、南が火・水曜日、吉村が月・木・金曜日を担当していた。

週替わりレギュラー
木曜

2018年4月以降

- 原田伸郎（月1回・火曜→月1回・木曜、2007年6月 - 、2016年7月から『MBSラジオ65年物語』のナレーターも担当）
- 渡辺裕薫[注 7]（2013年3月までは水曜日→木曜日の「シンプレ渡辺のシネマエキスプレス」、同年4月から2015年3月までは毎週木曜日の「とれたて!駅売り夕刊紙」「川柳を詠むコンちゃん」にのみ出演）
- 笑福亭鉄瓶（2018年4月 - ）

金曜

◎：週替わりレギュラー制へ移行した2013年4月以降にレギュラー出演を開始

- 桂小枝[注 8]◎
- 石田靖◎（2015年3月20日 - ）
- ほんこん◎
- 月亭八光◎（2024年1月12日 - ）

月イチレギュラー
- 桂きん枝→桂小文枝[注 9]（オール阪神休演時の月曜、2014年4月 - 、以前にも不定期で登場していた）
- 福本容子（月1回・月曜、2012年4月 - 、「吼えるコンちゃん」のみ出演）
- 西川忠志（月1回・月曜、2019年5月 - ）

中継リポーター
- ケーちゃん（火曜→水曜）

### 過去
- 村上ショージ（「どういうこと大賞」決定時のみ出演）
- 勝谷誠彦（月1回・火曜、2011年4月 - ?、「吼えるコンちゃん」のみ出演）
- 石田英司（毎日放送の元・報道局社会部デスク）
- 平田進也（日本旅行西日本営業本部マネージャー兼ツアーコンダクター）
- 花田千映子（アシスタント・金曜担当、2005年4月 - 2006年3月）
- 大八木友之（出演当時はMBSアナウンサー、リポーター・月曜担当、月 - 木曜に放送された前々番組『すみまで』では全曜日のパーソナリティを務めた）
- 井上雅雄（MBSアナウンサー、入社後初めてのレギュラー出演で、月曜のリポーターを担当、降板後も「とれたて!駅売り夕刊紙」の木曜でキャスターを務めたことがある）
- 松井愛（同上、水・木曜、2006年4月から担当、体調不良のため2006年7月に降板）[注 10]
- 柏木宏之（出演当時はMBSアナウンサー、水・木曜「とれたて!駅売り夕刊紙」キャスター、2008年3月に降板）
- 渡辺たかね（月・火曜アシスタント→金曜アシスタント、産休のため2008年10月31日に降板）
- 桂吉弥（2004年10月、出演曜日・降板時期不明、2005年2月2・3日に近藤の代役でメインパーソナリティを担当）
- 加藤誉子（お笑いタレント、金曜リポーター・2009年3月に涙の降板）
- 岩崎究香（元京都・祇園の芸妓、作家）
- 笑福亭瓶成（月曜、2008年4月 - 2009年4月、笑福亭鶴瓶からの破門により降板[注 11]）
- 八木裕（MBS野球解説者として不定期出演、阪神タイガース二軍打撃コーチへの就任を機に降板）
- 中村鋭一（水曜、「吼えるコンちゃん」のみ出演、当初は火曜に出演していた）
- 京唄子（月1回・木曜、「聞くコンちゃん」のみ出演）
- 木村政雄（毎月最終木曜、2004年4月 - 2010年10月、「吼えるコンちゃん」のみ出演）
- 水野由加里（木曜アシスタント、2012年4月12日 - 2014年6月26日）
- 改野由佳（金曜、2014年9月5日 - 2015年3月27日）
- 増田倫子（「ちょっとお邪魔します」リポーター、2009年4月10日 - 2009年10月17日、桜 稲垣早希と組んでいたお笑いコンビ桜の解散を機に降板）
- 佐々木恭介（MBS野球解説者として不定期出演、2009年10月に専属契約を更新しなかったため自然降板）
- 一枝修平（MBS野球解説者、2009年3月まで隔週月曜に電話出演。以降も「コンちゃん マンデースポーツ」などに不定期で出演）
- 水野麗奈（金曜アシスタント、2008年11月7日 - 2010年3月26日、当初は、産休に入った渡辺たかねの代役としての出演だった）
- 鈴木健太（出演当時はMBSアナウンサー、月曜リポーター、2009年4月 - 2010年3月）
- 大月勇（出演当時はMBSアナウンサー、「とれたて!駅売り夕刊紙」木曜ナビゲーター、2008年4月 - 2010年6月24日、「関岡香の朗読の時間」にも登場）
- 間寛平（アースマラソンへの挑戦中にレギュラーで放送された「世界の国からアメマ」へ電話出演）
- 田丸一男 （出演当時はMBSアナウンサー、木曜、2010年7月1日 - 2011年3月）
- 桜みずほ（金曜、「ちょっとお邪魔します」→「桜みずほの行け行け桜!」リポーター、2011年6月末まで担当）
- 土肥ポン太 （出演当初は木曜中継「土肥ポン太の野菜万歳」リポーター、2011年4月から2012年3月まで「とれたて!駅売り夕刊紙」月曜ナビゲーターを担当、2012年4月の番組リニューアルを機に降板）
- 上田崇順 （MBSアナウンサー、出演当初は「街角ステーション」月曜リポーター、2008年4月から2012年3月まで「とれたて!駅売り夕刊紙」水曜ナビゲーターを担当、2012年4月の番組リニューアルを機に降板）
- 上野修三（料理研究家、2009年4月から「聞くコンちゃん」のみ不定期で出演、自ら調理した創作料理を出演者へ振る舞っていた。2012年4月の番組リニューアルを機に降板）
- 笑福亭銀瓶（金曜レギュラー、2005年4月 - 2013年3月、全編にわたって出演）
  - 2013年4月以降の金曜日には、銀瓶の後任として、上記のゲストレギュラーが週替わりで出演している。
- 清老寛子（金曜、「清老寛子のSay Hello」リポーター、2011年7月1日 - 2013年3月）
- 林裕人（水曜、「教えて!林シェフ!!コンちゃん健康プロジェクト」のみ出演、2013年4月10日～6月26日）
- 桂米朝（月1回・水曜、「聞くコンちゃん」のみ出演）
  - 2015年3月19日に89歳で逝去。翌20日（金曜日）の放送では、MBSラジオで生前に収録した「宿屋仇」の音源をノーカットで流したり、リスナーから寄せられた米朝との思い出話を近藤が紹介したりすることで弔意を示した。
- 関岡香（MBSアナウンサー、2006年7月26日から2010年3月31日まで水・木曜、2010年4月8日からは木・金曜、2012年4月から金曜のみ担当。2014年7月からは金曜→木曜へ移動。2017年9月28日まで木曜を担当。若手時代は近藤の部下だった）

以下の人物は、MBSの野球解説者時代に、プロ野球シーズンを中心に週替わりで出演。
- 掛布雅之（2009年 - 2011年）
- 平田勝男（2011年・2012年）

以下は15時台の電話ゲスト（2009年3月の番組リニューアルを機に降板）
- 金村義明（隔週月曜、野球評論家）
  - 2015年4月から、『上泉雄一のええなぁ!』の月曜日にパートナーとして出演。
- 駒井千佳子（火曜、芸能リポーター）
- 古瀬絵理（NHK山形放送局契約キャスター出身のフリーアナウンサー）
  - 2010年4月7日から2011年12月28日まで水曜アシスタントを務めた後に、第1子の懐妊に伴う産休扱いで一時降板。出産後は、不定期でのゲスト出演を経て、2014年4月から2015年3月13日まで金曜日の「週替わりレギュラー」を務めていた。2015年4月の放送枠変更・番組リニューアルを機に降板。
- 浅越ゴエ（火曜、「世界おどロイターニュース」進行）
  - 出演期間中には、同コーナーの前から登場することもあった。2015年3月31日からは、『松井愛のすこ〜し愛して♥』の火曜日に出演。
- かみじょうたけし（水曜→木曜、2015年3月26日まで）
  - 2011年3月までは水曜日、以降は木曜日の中継リポーターを担当していた。2015年4月からは、『上泉雄一のええなぁ!』の金曜日に出演。
- ヤナギブソン（2012年4月 - 2015年3月23日、「とれたて!駅売り夕刊紙」月曜ナビゲーター）
  - 2015年4月からは、『上泉雄一のええなぁ!』の水曜日に出演。
- 桂紅雀（2012年5月30日 - 2015年3月25日、「とれたて!駅売り夕刊紙」水曜ナビゲーター）
- 桜 稲垣早希（金曜「ちょっとお邪魔します」、2009年10月23日 - 2015年3月27日）
- 森脇健児（月1回・木曜→月1回・金曜→月1回・木曜、2007年6月 - 2018年3月29日）
  - 出演時には「各停森脇3号」を放送。2018年4月から火曜日の午後にABCラジオで冠番組『森脇健児のケンケン・ゴウゴウ!』が始まることを背景に、当番組を降板した（後任は銀瓶・瓶成と同門で同じ松竹芸能所属の笑福亭鉄瓶）。『ケンケン・ゴウゴウ!』終了から半年が経過した2022年4月15日（金曜日）放送分で再び登場。
  - 2024年4月からは、毎週水曜日の14 - 16時台にラジオ大阪で『森脇健児のぶっとび水曜日』のパーソナリティを担当。放送の開始に際して、松竹芸能所属の渡辺裕薫をパートナーに迎えている。
- 桜井一枝（月1回・金曜、2014年5月 - 2021年9月10日）
  - 2019年4月からは、当番組への出演と並行しながら、毎週木曜日にラジオ大阪で『Hit&Hit!』（平日の14 - 16時台に編成されていた生ワイド番組）のパーソナリティを2024年3月の番組終了まで務めていた。
  - MBSラジオでは、当番組を降板した翌月（2021年10月）から、かつてアシスタントを務めていた『ありがとう浜村淳です』シリーズに金・土曜日担当として復帰。同番組の平日放送が終了した2024年3月の時点では、木曜日にも出演していた。翌4月以降は、『ありがとう浜村淳です土曜日です』のみ放送を続けることに伴って、同番組へ引き続き出演。
- メッセンジャー黒田（月1回・金曜、? - 2023年12月8日）
  - 以前は「吼えるコンちゃん」水曜のみ出演、近藤を「ラジオトークの師匠」と呼んでいた。自身の不祥事により2010年1月からレギュラー出演を自粛していたが、2012年からゲストとして再び登場。当番組降板後の2024年4月改編から、『よんチャンTV』（『ちちんぷいぷい』の後継番組で当番組の本番後に生放送）金曜日のスタジオパネラーに加わった。
  - 相方のメッセンジャーあいはらは2014年以降、当番組からのスピンオフによる生放送番組のパーソナリティを務める。
- 山本量子（金曜、2014年7月4日 - 2024年8月（最終出演は同年5月））
  - 2014年7月4日・11日・18日放送分へ出演した後に、病気（後に子宮頸がんを公表）療養を理由に休演していた[7]。病状の回復を機に、2015年1月から徐々に他のレギュラー番組への出演を再開。当番組にも同年4月3日放送分から復帰した[注 12]。
  - 2020年1月には、手術を伴う病気（後に卵巣がんを公表）の療養に入っていたため、10日・17日・24日放送分で寺田有美子（静岡エフエム放送出身のフリーアナウンサーで所属事務所・オフィスキイワードでの同僚）、31日放送分で上田悦子がアシスタントを代演した。同年2月7日放送分より復帰。
  - 2021年12月10日 - 2022年2月18日放送分も同様の理由で療養に入り、その間は高井美紀（出演当時はMBSアナウンサー）、古川圭子（MBSアナウンサー）がアシスタントを代演した。
  - 2023年7月14日 - 2024年3月29日放送分も同様の理由で療養に入り、その間は主に松本麻衣子（MBSアナウンサー）がアシスタントを代演した[注 13]。
  - 2024年4月5日放送分で約9か月ぶりに復帰し、近藤やゲストの桂小枝から祝福を受けた[8]。これ以降は5月まで出演したが、その後再び療養となり、復帰を果たせず同年8月18日に死去した。
  - 訃報が公表された翌日の同月22日の放送では、ゲストの押尾コータローによる『アメイジング・グレイス』の演奏に乗せて、近藤が「贈る言葉」としてメッセージを朗読し、山本を追悼した[9]。
- 桂雀々（月1回・金曜→月1回・木曜、? - 2024年10月、金曜の週替わりレギュラー制導入以前にも不定期でゲスト出演）
  - 2024年11月20日に死去。

## タイムテーブル・番組進行の流れ
放送中のレギュラーコーナーの概要は、公式サイトにも記載。

### 現在（2021年10月以降・2024年4月～（2024年10月時点））
- 12:00 オープニング
  - 近藤を中心に、放送前日（月曜日の場合は前週、休暇明けの場合は休暇中）の出来事を話したり、ニュース・テレビ番組への感想を述べたり、放送日によっては、アーティストや芸能人をゲストに迎えたりする。
  - 前日から「聞くコンちゃん」で募集したテーマの紹介や投稿を募集したり、木曜日に原田や雀々が出演する場合には、後述する「大発見のコーナー」「川柳を詠むコンちゃん」への投稿も一緒に募集する。
- 12:30 インフォマーシャルなど
- 12:40(水曜日のみ12:35) MBS交通情報
- 12:45(水曜日のみ12:40) MBSニュース
- 12:45 中継コーナー(水曜日のみ)「ケーちゃんの関西「ぽわ～」スポット巡り」
  - 当番組唯一の生中継コーナーとして、かつては過去に放送されたコーナーの「お出かけコンちゃん」の直後に放送していた。かつて「カマボコ」というバンドでボーカルとアコーディオンを担当していたケーちゃんが、関西各地の店舗や会社に赴いたうえで、訪問先の商品やサービスを紹介する。コーナーの前身は、2011年4月から火曜日 → 水曜日に放送されていた「ケーちゃんのちょっと人生ごきげんさん」。
  - 中継先から「週間プレゼント」（1週間共通のリスナープレゼント）が出た場合は告知や翌週に当選者発表を行い、「吼えるコンちゃん」の開始時間を時報後に開始する。
- 12:50/12:55(水曜日のみ) 「吼えるコンちゃん」
  - 番組の要ともいえるコーナー。旬のテーマ・政治、経済、社会、芸能などあらゆるジャンルから話題を2～3項目選び記事を紹介しながら吼えている。過去には週に1回、当コーナーの中で「週刊誌おすすめベスト3」を放送（放送開始当初は木曜、途中から金曜）。放送週に発売された週刊誌の中から、近藤が注目した記事を紹介しながら吼えてた。また、ドリームウィーク開催期間中は後述する「エンタメ コンちゃん」でできなかった項目を行う。
  - 2017年12月26日放送分で沖縄県における米軍基地反対運動を取り上げた際に、近藤が「中国や韓国の勢力が内部から日本を分断しようとしている」との私見を述べたうえで、「これらの勢力が基地反対運動でも活動しており、純粋に反対運動をしている人は少ない」という趣旨の持論を披露した。 これに対して、毎日放送社長の三村景一は、2018年1月18日に「上記の発言は不適切だった」と謝罪。近藤に対して、沖縄の現状を改めて取材させたうえで、当番組で報告させる方針を示した[10]。この方針を受けて、近藤は同県内の米軍基地周辺地域を実際に取材。同年3月に、後述する「聞くコンちゃん」や『日曜コンちゃん おはようさん』で相次いで報告した。
- 13:30 インフォマーシャルなど
- 13:40 MBS交通情報
- 13:45 MBSニュース
- 13:50 「聞くコンちゃん」
  - オープニングに募集したテーマで送られてきたメッセージを紹介。メッセージを紹介されたリスナーには、番組のロゴを入れた「幸せの黄色いコンシャツ」（Tシャツ）を進呈する。かつては、両面に近藤の似顔絵を描いた「コンちゃんステッカー」や、番組のロゴを入れた「コンちゃんエコ箸」、「コンちゃん時計」をリスナープレゼントに充てていた。2017年6月の「MBSラジオ　スペシャルウィーク」からは、翌日（週末をはさむ場合には翌週月曜日）のメッセージテーマを、当コーナーのエンディングであらかじめ告知している。
  - 桂米朝の存命中には、病気療養などの時期を除いて、番組開始当初から月に1回のペースで当コーナーへ出演していた。
  - 放送日によっては、アーティストや芸能人をゲストに迎えた[注 14]うえで、当日のメッセージテーマに即したコメントを求めている。「黄色いコンシャツ」を番組グッズとして製作してからは、当コーナーで近藤と気心の知れたゲストを迎える際に、「黄色いコンシャツ」を進呈するようになった。
  - 2015年3月までは、「大発見のコーナー」「各停森脇3号」「どういうこと?」（いずれも後述）を、当コーナーの週替わり企画として放送していた。
- 14:25 MBSニュース
- 14:30 MBS交通情報
- 14:35 「お天気のお知らせ」
  - 日本気象協会関西支社の気象予報士が担当。2017年4月からは、気象予報士の南（または吉村）が、「MBS気象情報部の気象予報士」という立場で同部の独自観測に基づく天気予報を伝える。
- 14:40「ジャパネットたかたラジオショッピング」
  - 2024年3月までは13:30に行っていた。
- 14:50 「エンタメ コンちゃん」
  - 2009年4月の放送時間拡大を機に設けられた日替わりコーナーで、2015年3月までは15時台の後半に放送。放送日によっては、15:05頃まで繰り上げることがあった。2016年4月からは、投稿したメッセージを紹介されたリスナーに、コーナースポンサーの製品（フリーズドライの味噌汁）を進呈している。また、ドリームウィーク開催期間中の週ではエンタメ コンちゃんでやっているコーナーの代わりに「W吼えコン」に変更し「吼えるコンちゃん」でできなかった項目を行っている。
    - 月曜日（2019年5月から以下のコーナーを週替わりで放送）
      - 「オール阪神のこの話、一本釣り」（2015年4月から放送）
      - 「（桂きん枝→）桂小文枝のマクラのマクラ」（2015年4月からきん枝→小文枝が出演する週にのみ放送）
      - 「なにわのロイヤルファミリー・西川家のちょっとした話」（2019年5月から忠志が出演する週にのみ放送）

    - 火曜日「シルクのベッビンタイムズ」
      - 2019年10月2日から放送。日本のみならず、世界中で報じられた美容・健康にまつわるニュースを、シルクが紹介したうえで解説する。

    - 水曜日「テンダラーの必殺!お仕置人!」
      - 2012年4月から放送されている投稿企画。日常生活での怒りに関するリスナーからのメッセージを基に、そのリスナーを怒らせた人物（怒りの主）を、浜本扮する「ハマー主水」が放送で成敗する。メッセージを採用されたリスナーには、コーナータイトルの「お仕置き」にちなんで「箸置き」がプレゼントされる。
      - 浜本の相方である白川も、リスナーの投稿を紹介する役で出演。その内容に応じて、「ハマー主水」が、成敗の程度を「大仕置き」「中仕置き」「小仕置き」「無罪放免」の4段階で判断する。その一方で、成敗の依頼内容について、武川が独自の見解やアドバイスを披露したりすることも多かった。
      - 浜本は、2014年7月2日放送分のオープニングで、自身の結婚を初めて公表。自身の十八番である「必殺仕置人」のネタに絡めて突然公表したため、事前に結婚の事実を知らせていなかった共演者から、次々と質問を受ける羽目になった[11]。浜本の不倫が報じられた直後の2022年3月9日放送分（同日の番組冒頭では浜本が騒動について謝罪した）では『メッセンジャーあいはらのYouはこれから!』本番直前の武川も登場し、上田悦子とともに浜本を成敗した。
      - （近藤の体型からの連想で）豚に関する「ネタ」を盛り込んだラジオネームで当コーナーにメッセージを投稿するリスナーが多く、公式サイトでも、2016年6月22日から「テンダラーの必殺!お仕置人!」番外編　傑作!ラジオネーム集というページを開設。放送での採否にかかわらず、投稿したリスナーのラジオネームから、番組スタッフが毎週「MVP」を独自に選定している。

    - 木曜日（以下の企画を週替わりで放送）
      - 「大発見のコーナー」（原田が出演する週に放送）
        - 原田がかつて平山泰代（紙ふうせん）とパーソナリティを務めた『のぶりんの気分は青春』（MBSラジオ）の人気企画を復活。リスナーから寄せられた"擬音ダジャレ"を紹介する。出演者は、原田がダジャレを紹介するたびに3段階（大発見・中発見・小発見）で評価する。
        - かつては、近藤の一存で評価を決めていた。現在は、近藤・アシスタント・構成作家が「面白い」と感じたダジャレに対して札を上げた後に、その札の数に応じてプレゼントを進呈する。

      - 「笑福亭鉄瓶のてっぱん噺」（鉄瓶が出演する週に放送）
        - 最近の出来事から、落語のマクラになりそうな鉄板ネタを鉄瓶が語る。

      - 「川柳を詠むコンちゃん」（雀々が出演する週に放送）
        - 番組スタッフが月替わりのテーマを設定したうえで、そのテーマに沿ってリスナーが投稿した川柳を、「お詠みなさい」というアシスタントの掛け声を合図に近藤と雀々が交互に紹介するコーナー。近藤と雀々は、当コーナーのみ「川柳坊や（アシスタントの弟子）」という扱いで、それぞれ「コン助」「雀兵衛」と称している。
        - 投稿した川柳を採用されたリスナーには、「川柳坊やミニパズル」や「コンちゃん扇子」を進呈。コーナーの最後には、アシスタントが次回の「お題」を発表する。
        - 2013年4月から2015年3月までは、当時のアシスタント（水野 → 関岡）を進行役として、「エンタメ コンちゃん」の木曜枠で毎週放送。近藤が"結婚ど阿呆"「コン助」、渡辺が"チョコレートど阿呆"「ナベ太郎」、かみじょうが"モノマネど阿呆"「上の丞」と名乗っていた。書道5段の水野が進行していた時期には、採用された川柳を水野が毛筆でしたためた小さな色紙を、該当するリスナーに贈っていた。

      - 「関西コン遊記」（2015年4月から渡辺が出演する週に放送）
        - 近藤と渡辺のコンビによるさまざまな体験取材の模様を、スタジオで報告。放送後には、公式サイト内の「コンちゃんツアー写真館」で、取材時の画像や詳しい情報を公開する。

      - 「シンデレラエキスプレス渡辺のシネマエキスプレス」（2015年4月から渡辺が出演する週に放送）
        - 芸人として活動するかたわら、映画好きが高じて日本アカデミー賞の選考資格を取得した渡辺が新作映画を紹介。コーナー冒頭の挨拶では、年に200本ペースで映画を鑑賞することや、体脂肪率が5%であることを必ず盛り込んでいた。新作映画の見どころを伝えた後に、その映画を渡辺の好きな鉄道の路線名に例えるダジャレでコーナーを締めくくっていたことが特徴。
        - 2009年4月～2012年3月までは水曜日に放送していた。

    - 金曜日「コンちゃん 今週の珍プレー好プレー!?」（2013年4月から放送）
      - リスナーからの推薦・指摘を基に、当該週の放送音源を交えながら、出演者（主に近藤）の「好プレー（名言）」「珍プレー（珍言）」を亀井が紹介する。
      - 金曜日の放送開始から2013年3月29日の放送までは、「コンちゃん 今週の反省会」を放送。銀瓶を進行役に、出演者（主に近藤）の発言に対するリスナーからの指摘を放送音源で検証していた。
- 14:57　エンディング「おたよりコンちゃん」
  - 2012年1月からオープニングトークの直後に放送していた企画を、2014年4月からエンディング付近に移動。リスナーから届いたメッセージを1～2通紹介する。
  - コーナー名の通称は「おたコン」で、「エンタメ コンちゃん」からCMをはさまずに放送（「エンタメ コンちゃん」にスポンサーがある時期を除く）。放送時間に余裕のない場合には、当コーナーを割愛したうえでエンディングに入る。
  - かつては後枠番組の出演者[注 15]との間で短めのクロストークを展開してから、ステーションブレイク抜きで後枠番組を放送していた。2021年4月から2024年9月27日までは放送終了後1分間のステーションブレイク（CM）と時報を挟んでから後枠番組を放送していた。

### 備考
- 近藤が当番組を休む場合には、近藤の愛称でもある「コンちゃん」を冠したコーナー名を、代演するパーソナリティの名前を入れた「○○ちゃん」に変更する（例：森脇健児→「健ちゃん」）。ただし、番組名までは変更せず、番組内のジングルも「『こんちわコンちゃんお昼ですょ!』　今日は○○がお送りしています」というアナウンスで対応する。
- 2009年3月までは、前枠番組『さてはトコトン菊水丸』と当番組の間に設けられたステーションブレイクの中で、近藤が出演するニュータッチのCMを必ず放送。後継番組『上泉雄一のええなぁ!』の放送開始によってステーションブレイクが消滅した同年4月以降も、同番組12時台前半のCM枠で長らく放送されていた。
- 『MBSベースボールパーク』で13:00開始のデーゲーム中継[注 16]を実施する場合の対応は、まちまち（前枠番組の放送時間を拡大して当番組の放送を休止する日もあれば、当番組を少し放送する日[注 17]もある）。
  - この場合、2023年度以後は『夕方もポチっとMラジ』の『ポチッとmini枠』（月曜日から木曜日。金曜は『強くてやさしい金曜日（2024年9月まで）』、『朗読のヒロバ（同10月以後）』をデーゲーム中継前（14時開始であれば13:45-13:55の間）に放送する。ただし、2024年10月14日は、『2024年のセントラル・リーグクライマックスシリーズ1stステージ 阪神対DeNA第3戦』の予定だったが、第2戦で決着し、同時進行の『2024年のパシフィック・リーグクライマックスシリーズ1stステージ 日本ハム対ロッテ第3戦』は試合が予定されるも、MBSラジオでの放送は予備カードも含め行わなかったため、通常の平日編成に準じることになった。
- 新堂がプロデューサーだった2010年頃からの「MBSラジオ スペシャルウィーク」では、他局制作の番組・イベントや放送時点での話題の人物にちなんだリスナー向けの豪華プレゼントキャンペーン（詳細後述）を展開。近藤自ら話題の人物に扮したイメージポスターを製作したり、その人物にちなんだキャンペーンCMをMBSラジオやYouTube上の同局公式チャンネルで流したりするなど、毎回趣向を凝らしていた。MBSラジオ全体で「スペシャルウィーク」に代わって「ドリームウィーク」を設定した2019年の12月以降は、番組や番組レーベルごとに提供していたプレゼントをホテルニューアワジの宿泊券プレゼントに集約させている関係で、当番組単独でのキャンペーンを見送っている。
  - 2010年
    - 10月第2週（10日 - 14日放送分）：「ミート ザ!ワールドミート」

  - 2011年
    - 12月第3週（12日 - 16日放送分）：「コンちゃんできるかな?」

  - 2012年
    - 4月第2週（9日 - 13日放送分）：「MBS春のラジオ　オールスター大感謝祭　歌って答えてバトル コンちゃん!!」

  - 2014年
    - 6月第1週（2日 - 6日放送分）および第2週（9日 - 13日放送分）：「FIFAワールドカップ2014 開幕直前!!お金がザックザックジャッパ～ン!～コン田圭佑のスペシャルミラクルシュート～」
    - 12月第1週（1日 - 5日放送分）および第2週（8日 - 12日放送分）：「決めるぞ!感謝のサービスショット! 錦コン圭のキャッシュでスマッシュ!」

  - 2015年
    - 6月第1週（1日 - 5日放送分）および第2週（8日 - 12日放送分）：「86キロバズーカー　ラッスン『5』で倍!」
    - 11月最終週（11月30日放送分）・12月第1週（1日 - 4日放送分）および第2週（8日 - 12日放送分）：「決めろ　コン五郎丸!　現金!大金!ルーティーン リスナーへ感謝のプレースキック!」

  - 2016年
    - 6月第3週（13日 - 17日放送分）：「いよっ!大統領! ウェディング王怒鳴るど!・コランプのリスナーに感謝の現金バラマキ大作戦!」
    - 12月第3週（12日 - 18日放送分）：「本当になっちゃった!いよっ!大統領!  怒鳴るど!・コランプの帰ってきた現金バラマキ大作戦!」

  - 2017年
    - 6月第3週（12日 - 16日放送分）：「夏のスタミナ大放出! コン肉マンのお肉あげちゃう大作戦!」
    - 12月第3週（11日 - 15日放送分）：「ブルコンみつふみ presents『今年のイライラ 今年のうちに!イライラ残しま川柳スペシャル!』」

  - 2018年
    - 6月第3週（11日 - 15日放送分）：「夏に負けるな肉!肉!肉! コン谷翔平のサイコロ二刀流! あげまショータイム!」
    - 12月第3週（10日 - 14日放送分）：「平成最後のミート・ザ・ウィーク! ダコンプ『U.S.A.』の肉まつり!! カ～モンベイビ～♪」[注 18]

  - 2019年
    - 6月第3週（10日 - 14日放送分）：「令和初の“肉まつり”お肉アゲンジャーズ　コンドゥゲーム」

  - 2020年に作られた番組開始20周年記念のスペシャルジングルでは、ミルクボーイが前年（2019年）の第15回M-1グランプリ優勝を決めたネタを、近藤や当番組にちなんでアレンジ。近藤と山川貴生（昭和プロダクションの社員で近藤のマネジャー）がこのネタを披露した音源に、武川のアナウンスを添えて放送している。ちなみに、近藤と山川は、「しじみ習慣」（佐々木食品工業の製造・自然食研の販売による健康食品）のスポットCM（MBSラジオバージョン）でも共演中。

### 過去に放送されたコーナー
- 「コンちゃんクイズ」（月～木曜日、2009年3月までエンディング直前の15:40頃に放送）
  - 当日の番組内容に関するクイズに、リスナーが電話を通じて答える趣向。正解すればリスナーに賞金を進呈する。当初は、正解後に近藤との電話ジャンケンに勝てば、賞金が倍増する仕組みになっていた。ちなみに、負けた場合には賞金が出ない。このジャンケンは、途中から廃止された。
  - 通常放送では、賞金ベースを5000円に設定。不正解や電話ジャンケンに負けた場合には、次の放送日まで賞金を繰り越した。
  - 参加者は、事前にFAXやメールで応募したリスナーから、「ドライバーズリクエスト」の放送中に選ばれていた。しかし、番組中に出された話題からクイズを出すことを告知していた割に、クイズにすぐ答えられる参加者は少なかった。むしろ、「（当該時間帯の）話題を忘れた」か「番組自体を聴いていなかった」という理由で、出演者たちがギリギリまでヒントを出しても答えられない参加者が多かった。
  - 2017年度からは、後枠番組『上泉雄一のええなぁ!』のレギュラー企画「ええなぁ!豆っ知クイズ」を「MBSラジオ　スペシャルウィーク」期間中に放送する場合に、「コンちゃんクイズ」と同様の趣向を凝らしている。
- 「おっさんテレフォン」（月曜日、15:05頃）
  - 金村義明・一枝修平が週替わりで電話出演。阪神タイガースの話題を中心に、放送前週のプロ野球の動きを振り返った。
- 「駒井千佳子の芸能裏ネタ情報」（火曜日、15:05頃）
- 「コンちゃん・たかねの今晩なぁに?」→「コンちゃん・麗奈の今晩なぁに?」（金曜日のみ、15:20頃）
  - 金曜日の放送開始から2010年3月まで放送。ヤマサ醤油の提供で、同社の製品を使った4人前の料理をレシピを紹介する。当初は、料理が大好きな渡辺たかねが進行。渡辺が産休を機に当番組を降板してからは、水野が進行役を務めていた。
- 「コンちゃんの人に歌あり」（不定期）
  - 『すみからすみまで角淳一です』を放送していた時代から続いていたリスナー参加企画。リスナーから自身がお世話になった人（肉親から友人知人、会社の同僚や上司部下など）へのメッセージをアシスタントが紹介した後に、お世話になった人が好きな楽曲を流す。お世話になった人には、JFTB（花キューピッド）加盟の花屋から、紹介したメッセージを記した手紙と花束が贈られた。
- 「世界の国からアメマ」（2009年8月31日から2011年1月24日まで、月曜日14時台前半→15時台前半）
  - 間寛平がアースマラソンへの挑戦中に、滞在先から毎回電話で出演。近藤、サブロー、シルクを相手に近況を伝えていた。ちなみに、『上泉雄一のええなぁ!』では、当番組に先んじて毎週月曜日の11時台前半に放送していた（2009年7月23日～8月24日）。
  - 間が大阪への帰還で「世界横断」を果たした3日後の放送（2011年1月24日）でコーナーを終了。間自身は、最終回に登場できなかった。ただし、2011年1月27日（木曜日）の放送では、「聞くコンちゃん」のスタジオゲストとしてアースマラソンの軌跡を振り返っている。
- 水曜日「教えて!林シェフ!! コンちゃん健康プロジェクト」（2013年4月10日から6月26日まで放送）
  - 13時台の前半に放送していた期間限定コーナー。「マンナンヒカリ」（こんにゃくの精粉などを原料とする大塚食品の加工食品）と一緒に米を炊くことを前提に、林がその米を使ったカロリーコントロールメニューのオリジナルレシピを披露。近藤と武川が放送中に試食していた。
  - 当番組の公式サイト内特設ページでは、放送で紹介したレシピを公開していた。放送終了後も、レシピを閲覧できるようになっている。
- 水曜日「どういうこと?」（村上ショージが出演する場合にのみ放送）
  - 村上の十八番に当たるギャグにちなんで、リスナーが日常で体験した「コレ、どういうこと??」を紹介しながら、「どういうこと大賞」を決定。大賞のリスナーには、村上のしょうゆグッズセットを進呈していた。
- 月～金曜日「ドライバーズ・リクエスト」（TBSラジオ制作の全国ネット番組、15:30頃）
  - 当番組での内包終了時点のパーソナリティは小林悠（当時TBSアナウンサー）と宮崎瑠依 。プロ野球中継などで当番組を短縮・休止する場合にも、時間帯を移動するなどの措置を講じながら放送される。
  - 2003年4月の当コーナー開始当初のパーソナリティは帆足由美で、『小島慶子 キラ☆キラ』に内包された2009年4月からは、同番組のメインパーソナリティ・小島慶子（TBSアナウンサー→フリーアナウンサー[注 19]）も出演。同番組が『たまむすび』に変わった2012年4月以降、2014年12月までは同番組月～木曜日パーソナリティの赤江珠緒（元・朝日放送アナウンサー）が、（金曜日の放送分を含めて）小島の後任として帆足のパートナー[注 20]を務めた。
  - 当番組の放送時間を拡大した2009年4月から2015年3月までは、当コーナーに入る直前のジングルで、当番組のアシスタントが「『ドライバーズ・リクエスト』の後も、『こんちわコンちゃん』はコーナー盛りだくさん。まだまだ続きます。お楽しみに!」とのメッセージを入れていた。2015年3月30日（月曜日）からは、『上泉雄一のええなぁ!』内（15:40 - 15:50頃→2017年10月以降は16:52 - 17:00頃）で放送を継続。

#### 「とれたて!駅売り夕刊紙」
- 「とれたて夕刊紙ナビゲーター」と称するMBSの男性アナウンサーやタレントが、放送日に発売の夕刊フジ、日刊ゲンダイ、大阪スポーツの早版から注目記事を紹介した。2013年3月までは金曜日以外の週4日、同年4月から2015年3月までは全曜日で放送。放送時間はおおむね15時台の前半だったが、「ドライバーズ・リクエスト」の直後に組み込まれることもあった。
  - 亀井が担当する曜日には、コーナーの最後に、亀井が艶めかしい内容の記事を絶叫しながら紹介。2010年3月までの月曜日には、MBS専属の野球解説者や掛布（当時は同局のゲスト解説者）をゲストに迎えて、阪神タイガースに関する話題を中心に扱うことがあった。
  - 2012年4月11日以降の水曜日には、桂米朝が所属する米朝事務所からの推薦に沿って、同事務所に所属する米朝一門の若手落語家が週替わりでナビゲーターを担当。その中から、桂紅雀を正式に採用した。また月曜日には、ヤナギブソンをナビゲーターへ起用するとともに、紹介記事にちなんだ1問のクイズを近藤・シルク・サブローへ出題するようになった。ちなみに水曜日では、紅雀のレギュラー出演開始を機に、紹介する記事のテーマを「～縛り」という名称で一本化。その関係で、紅雀も自身を「夕刊シバリスト」と称していた。

#### 中継コーナー
- MBSラジオでは、平日の午後に『それゆけ!』を放送していた時期から、「街角ステーション～外からこんちわ」（トヨタ自動車の1社提供によるニッポン放送・NRN系列の企画ネット）というタイトルで中継枠を編成していた。2011年7月からは、同社提供の中継枠を、『上泉雄一のええなぁ!』→　『松井愛のすこ～し愛して♥』金曜日の12時台に移動している。
  - 当番組の初期には、以上の経緯から、全曜日の中継枠のタイトルを「街角ステーション～外からこんちわ」に統一。MBSの若手アナウンサー（大八木友之→上田悦子→井上雅雄→上田崇順→鈴木健太）が、月曜日を中心に、代々リポーターを務めていた。しかし、中継枠の縮小・移動によって、2012年11月以降は水曜日の中継（「かみじょうたけしの2府4県商店街すごろく巡り」→　「ケーチャンの関西「ぽわっ」スポット」）でしか使わなくなった。
- 木曜日「土肥ポン太の野菜万歳」（2011年3月末で放送終了）
  - 八百屋を経営する芸人の土肥ポン太が、関西の飲食店を訪問。メニューとともに、関連した野菜の一口情報を紹介していた。当企画の終了を機に、水曜日で放送されていた「かみじょうたけしの2府4県商店街すごろく巡り」を木曜日へ移動させたため、2011年4月から2012年3月までは水曜日の放送から中継コーナーが消えていた。
- 金曜日「桜みずほの行け行け桜!」（2011年6月末で放送終了）
  - 主に関西地方のトヨタディーラー（コーナースポンサーであるトヨタ自動車の販売店）から中継。桜の苗字にちなんで、オープニングでは、「夜桜お七」（坂本冬美）のサビを必ず流していた。
- 水曜日 → 木曜日「かみじょうたけしの2府4県商店街すごろく巡り」（2015年3月末で放送終了）
  - かみじょうが十八番である板東英二の声真似を交えながら、近畿地方の商店街から生中継で店舗情報などを伝えるコーナー。2012年4月以降は、「コンちゃん1時またぎ」木曜日の企画として放送されていた。
  - 毎回のエンディングで、近畿地方の府県名が1面ずつ書かれたサイコロを、スタジオの近藤が振ることがお約束。かみじょうは翌週の放送で、近藤が出したサイコロの目に当たる府県内の商店街から中継していた。
  - 放送曜日を木曜日に変更してからは、当番組を放送している毎日放送の本社（大阪市北区）と中継先が近い場合に、かみじょうが中継を終えてからスタジオに戻って「川柳を詠むコンちゃん」（前述）に出演。後続コーナーの「おたよりコンちゃん」では、かみじょうが中継先から持ち帰った「お土産」（ファストフードや菓子）を、近藤が放送中に試食していた。
- 金曜日「清老寛子のSay Hello」（2013年3月末で放送終了）
  - 2011年7月から、「桜みずほの行け行け桜!」の後継企画として放送。当コーナーの開始と同時に「街角ステーション～外からこんちわ」の金曜中継枠が『上泉雄一のええなぁ!』へ移動したが、当コーナーではノンスポンサーで中継を続けていた。
  - オープニングでは、苗字を「せいろう」と読ませる清老にちなんで、「ハロー・グッバイ」（柏原よしえ）の一節を放送。スタジオの銀瓶が「ハロー」と呼び掛けると、清老が中継先から「ハロー!清老寛子です」と挨拶する趣向になっていた。また、毎日放送の本社（大阪市北区）と中継先が近い場合には、かみじょうと同様に当日のエンディングまでに当番組のスタジオへ戻っていた。
- 金曜日「稲垣早希のちょっとお邪魔します」（2009年10月23日から2015年3月27日まで放送）
  - 大阪ガスのガス器具・厨房設備などを使用している関西（主に京阪神）の飲食店やレジャー施設から15時前後に生中継。コーナー開始から2012年10月までは、同社がスポンサーに付いていた。ちなみに稲垣は、『ロケみつ』（MBSテレビ）の長期ロケ企画シリーズ「ブログ旅」で海外に渡航していた時期にも、毎週金曜日にはいったん日本に戻ったうえで当コーナーに出演していた。
  - 2009年3月までは桜みずほ、同年4月から10月17日までは、増田倫子（当時活動していた漫才コンビ・桜での稲垣の相方）がリポーターを務めていた。稲垣がリポートを担当するようになってからは、彼女の十八番（『新世紀エヴァンゲリオン』に登場する惣流・アスカ・ラングレーのコスプレで演じる声真似）にちなんで、オープニングテーマに「残酷な天使のテーゼ」を使用。
  - 稲垣が中継の冒頭で、訪問先の店主・シェフに「～にはガスが欠かせませんよね?」と尋ねながら、訪問先で使用中のガス器具・厨房設備を紹介することが特徴。大阪ガスがコーナースポンサーから外れてからも、この構成を維持していた。

#### 「銀瓶人語」
- 笑福亭銀瓶が放送日の早朝に原稿を作成したうえで、自身の近況や価値観を、毎週金曜日の15時過ぎに1人で披露するラジオコラム。批判的で辛らつな内容が多く、近藤に対するぼやきが聞かれることもあった。
- 西日本出版社では、当コーナーでの放送内容を中心にまとめた銀瓶の著書『銀瓶人語』を、2009年から3冊刊行している（後述）。銀瓶の降板を機に、2013年3月末で放送終了。

#### 「コンちゃん1時またぎ」
- 2007年3月から放送を開始した日替わり企画コーナーで、進行上13時の時報をまたぐ。ゲストをスタジオに迎えることもある。
  - 月曜日：「コンちゃん マンデースポーツ」（2010年のみ）→「withタイガース コンちゃんマンデースポーツ」（2013年）→「with Tigers コンちゃんマンデースポーツ」（2014年・2015年、いずれもプロ野球シーズンにのみ放送）
    - 2010年4月5日から10月上旬までは、「コンちゃん マンデースポーツ」というタイトルで放送。2013年4月から、タイトルを改めたうえで、3年振りにコーナーを復活させた。なお、2016年以降は再び休止。
    - 「コンちゃん マンデースポーツ」時代から、当コーナーにのみ、MBSの野球解説者が週替わりで「ナビゲーター」として出演し、トークを展開する。トークのテーマは、阪神タイガース・日本のプロ野球に限らず、放送前週に世間で話題になった他のスポーツにも及ぶことがある。

  - 火曜日：「気になるサブやん」
    - 後述する「気になる○○ちゃん」と同じ趣旨で、サブローが近藤・シルクを相手に、自身の近況や気になることを語る。

  - 水曜日：「お出かけコンちゃん」
    - 「お出かけコンちゃん」では、近藤が当番組の放送終了後や、休暇中に訪れたイベントの模様や感想を報告。2013年からは、リスナーからの推薦を基に、関西で頑張っている企業を訪れた模様を伝えることもある。

  - 金曜日：「気になる○○ちゃん」
    - ○○には当日出演の週替わりゲストの名前か愛称が入る（例：小枝→「こえぴょん」、黒田→「黒ちゃん」、桜井→「一枝ちゃん」）。
    - 前身は2010年4月から2013年3月まで放送されていた「気になるコンちゃん」。時事問題に限らず、近藤自身が気になることをテーマに、他の出演者と語り合っていた。金曜日に週替わりゲストを迎える体制へ移行した2013年4月以降は、そのゲストが近藤・アシスタントを相手に、自身の近況や気になることを語る。

  - コンちゃん1時またぎ」での日替わり企画
    - 「コンちゃんの今日の体重ピッタリ当てまSHOW!」（木曜日）
      - 放送10周年記念企画の一環で、2009年から始まった近藤のダイエット企画。放送日時点での近藤の体重を、0.1kg単位でリスナーに当てさせる。的中者のうち1名には、5000円を進呈する。2010年3月末終了。末期には近藤の体重が減らなかった場合、週替わりで足ツボ・苦すぎるお茶等の罰を受けた。

    - 「ニュースえりすぐり」（水曜日）
      - 古瀬の水曜アシスタント就任を機に開始。放送日までの1週間に報じられたニュースのうち、関西地方にまつわる明るい話題を、古瀬が毎週1～2本紹介。近藤が関連情報を説明することによって、山形県出身の古瀬を関西になじませていた。古瀬の一時降板と重なった2011年12月28日の放送で終了。

#### 「エンタメコンちゃん」での日替わり企画
- 月曜日
  - 「Tanky Radio 1179! Mitsu-K's Evening butter」（DJ“Mitsu-K”に扮した近藤がリクエスト曲を紹介、タイトルコールは大吉洋平、2012年4月のリニューアルで終了）
  - 「サブローのクイズ!この数字、なんやねんしかし!」（2012年4月～2013年3月、サブローが直近のニュースに関する数字のクイズを近藤・シルクに出題）
- 火曜日
  - 「浅越ゴエの世界おどロイターニュース!」（2009年4月～2015年3月、浅越が驚いたニュースを洋の東西を問わず紹介）
  - 「3人寄れば文殊の知恵 それが答えだ!」（2016年4月～2019年9月）
    - 2016年3月まで交互に放送していた「シルクのべっぴん相談塾」と「大平サブローの男前道場!!」（いずれも後述）を包括する企画として、同年4月から毎週放送。リスナーから寄せられた相談の一部（毎回2件程度）に対して、近藤・シルク・サブローが、各自の人生経験や知恵を基に答えを導き出していた。
    - タイトルにちなんで、「それが答えだ!」（ウルフルズ）をコーナーのテーマソングに使用。シルクの得意分野である美容から、人生の決断まで、相談を幅広く受け付けていた。相談の答えが出揃うたびに、近藤が「それが答えだ!」という言葉で締めくくることが特徴。

以下の企画は、2016年4月から、「3人寄れば文殊の知恵　それが答えだ!」に事実上統合。
- 月曜日　→　火曜日
  - 「シルクのべっぴん相談塾」
    - 美容や恋に関するリスナー（主に女性）からの相談にシルクが回答。相談者には、シルクファンクラブの会員証を進呈していた。
    - 2010年11月15日から2013年3月までは「コンちゃん1時またぎ」月曜日、2013年4月から2015年3月までは「エンタメコンちゃん」月曜日、2015年3月から1年間は「エンタメコンちゃん」火曜日に放送していた。
    - MBSラジオでは、2016年1月から、ラジオショッピングを兼ねた派生番組『シルクのべっぴん塾』を毎週土曜日の13:30 - 13:45に放送。当番組からシルクが出演している。また、「ドリームズ・カム・クルーズ」の初日（2016年10月13日）には、当コーナーを船内イベントとして復活させた。

  - 「大平サブローの男前道場!!」
    - 「べっぴん相談塾」の男性版。サブローが月曜日の全編にわたって出演していた時期にも、シルクが当番組へ出演しない場合に、同コーナーの代替企画として放送していた。
- 木曜日
  - 「関岡香の朗読の時間です」
    - 関岡・近藤・大月が童話や絵本を朗読するコーナーで、大月の降板後は上田崇順が出演。2012年3月にレギュラーコーナーとしての放送を終了した後も、近藤の休演日などで一時的に復活させることがある。

  - 「渡辺裕薫のニューシネマパラダイス」（2012年4月～2013年3月）
    - 前述の「シネマパラダイス」の後継企画。映画評論の第一人者・浜村淳（MBSラジオ『ありがとう浜村淳です』パーソナリティ）の声をタイトルコールに使うとともに、渡辺ならではの「シンプルアドバイス」を交えていた。
    - 渡辺は、当コーナーの終了を機に、「とれたて駅売り!夕刊紙」の木曜ナビゲーターへ異動。同コーナーの後半で映画紹介を続けていた。

## 関連書籍
いずれも西日本出版社から刊行。下記の日付は初版の発売日。
- 「銀瓶人語VOL.1」（2011年4月5日、ISBN 978-4901908627）
  - 笑福亭銀瓶初の著書で、金曜日の同名コーナーの内容を所収。
- 「銀瓶人語VOL.2」（2011年9月13日、ISBN 978-4901908641）
  - 同名のコーナーに加えて、「コンちゃん　今週の反省会」のダイジェストを所収。
- 「銀瓶人語VOL.3」（2012年7月12日、ISBN 978-4901908719）
  - 同名のコーナーに加えて、関岡・内海英華・和田麻実子（ラジオ大阪アナウンサー、当時同局で放送していた『笑福亭銀瓶の銀ぎんワイド』アシスタント）による対談を所収。
- 「こんちわコンちゃんお昼ですょ!　夢が我が家にやってきた」（2012年9月1日、ISBN 978-4901908733）
  - 近藤初の著書で、『こんちわコンちゃん2時ですょ!』時代からの番組史を年表形式で取り上げた初の書籍。発売開始前後には、「近藤が発売記念記者会見を開く」という設定でシルク・サブロー・銀瓶・ヤナギブソン・水野由加里がリポーター役で出演するCMや、関岡と銀瓶が『ザ・ベストテン』（関岡が若手時代に関西地区の「追っかけウーマン」を務めていたTBSテレビ制作の楽曲ランキング番組）風に本書の内容を紹介するCMを当番組限定で放送していた。

## コラボレーション企画
- 2002年夏には、当番組のプロデュース商品の第1弾として、「聞くコンちゃん」のコーナースポンサー・山崎製パンとのコラボレーションによる「コンちゃんパン」を近畿地方・期間限定で発売した。
- 2011年には、東日本大震災での津波被害（3月11日に発生）からの復興資金の支援を目的とした三陸鉄道（岩手県）のヘッドマーク・オーナー募集に、日本の放送局から初めて『子守康範 朝からてんコモリ!』（MBSラジオの平日早朝生ワイド番組）と共同で参加[12]。同鉄道では、同年12月11日から1年間にわたって、車両の前後に番組名を入れたヘッドマーク付きの車両を定期的に走らせていた[13]。
- 放送10周年に当たる2009年からは、近藤によるプロデュースの下に、ローソンとのコラボレーションによる年末年始向け食品を開発（2012・2019・2020年を除く）。関西2府4県のチェーン店で発売している（時期によっては福井県の一部店舗でも販売）。
  - 2009年の年末年始には、「コンちゃんのコンだけでっかい!エビ天そば」（予約限定商品）と「こんちわコンちゃん　でっかいお揚げですょうどん」（同年12月8日～2010年1月4日の期間限定商品）を販売。エビ天そばで約3万5000食、うどんで約6万4000食を売り上げた（発売期間終了後の2010年1月12日放送でのオープニングで発表）。
  - 2010年2月上旬には、節分にちなんだコラボレーション企画として、「コンちゃん　鬼も逃げ出す恵方巻　にほんいち」と「コンちゃんの雪やコンコン　わさび雪見そば」を全品予約限定商品として発売した。
  - 2010年10月上旬には、近藤が少年時代に祖母によく作ってもらったという「肉めし」をベースに、「うまし!懐かし!肉めし弁当」（予約限定商品）と「うまし!懐かし!肉めしおにぎり」（同年10月5日～18日の期間限定商品）を発売。さらに、同じ期間には、「ジューシーお肉三銃士弁当だぁ!」と「おにぎり三銃士　牛蒡牛右衛門・葱塩鶏之助・玉葱豚三郎」（肉巻おにぎりの3個セット）を売り出している。いずれも、マンナンヒカリと一緒に炊くことでカロリーを低くした加工米を使用。当番組では、予約期間の直前から期間中にかけて、近藤・関岡・亀井・田丸・上田崇順出演のCMが数パターン放送された。
  - 2010年の年末年始にも、「コンちゃんのうれしさ2倍　海老天とおあげの年越しそば」（予約限定商品）と、近藤の好きな稲庭うどんを使った「こんちわコンちゃん　なにわともあれお肉三銃士うどんプラスごぼう兄弟」（同年12月21日～2011年1月12日の期間限定商品）を発売した。
  - 2011年の年末年始には、「コンちゃんのコンだけでっかい!エビ天そば」を予約限定商品として復活。さらに、関西2府4県のローソンの店頭では、「コンちゃんのだしトロっ肉うまっカレーそば」、「コンちゃんのだしトロっ肉うまっカレーうどん」、「コンちゃんまん　豚」（山崎製パンの協力で肉と皮の比率を7:3に仕上げた肉まん）を販売している。
  - 2013年の年末年始には、コラボレーション企画を2年振りに再開。「大晦日と正月が一緒にやって来た!」というコンセプトで開発した「コンちゃんの年越しおせちそば」を、予約限定商品として販売する。また、近藤が同年11月に生涯4度目の新婚旅行で訪れたローマで味わったスイーツを参考に、12月10日から「コンちゃんの“オトナのお子様ランチ”」「コンちゃんのビッ栗!ティラミス風ケーキ」も店頭で発売している。
  - 2015年の年末年始には、12月1日から数量限定で「コンちゃんまん　豚」の発売を再開。また、予約限定商品として、「年越し“ノリノリ”磯香るどデカ海老天そば」「年越し“アゲアゲ”おねぎどっさり揚げなんば　かしわうどん」を発売している。
  - 2016年の年末年始には、12月13日から数量限定で「コンちゃんパン豚」を店頭発売。また、予約限定商品として、「このつくねぶ厚くねぇ? 年越しどデカ海老天鶏つくねそば」「鶏づくしでとってもケッコー! 開運! 年越し鶏ぷるうどん」を発売している。さらに、上記の商品の購入者から、抽選で「コンちゃんトークショー」（2017年1月21日に毎日放送本社で開催）への招待券や番組特製ステッカーを進呈した。
  - 2017年の年末年始には、予約限定商品として、「ワンダフル!びっくり海老天2本そば」と「年越しうどん　でっかいお揚げ　プラスワンッ!」を販売。2018年1月にも、近藤の好物の1つが鯖であることにちなんで、「コンちゃん特製!ごちそう鯖丼」を発売した。いずれの商品でも、購入者からの抽選で、「コンちゃんトークショー」（2018年2月3日に毎日放送本社で開催）への招待券や番組特製ステッカーを進呈した。
  - 2018年の年末年始には、予約限定商品として、「コンちゃんの年越しそば『平成最後はコンな2段!具材いろいろ福重ねそば』」と「コンちゃんの年越しうどん『コンなお揚げで幸せ食べよう!どでかい海老天うどん』」（数量限定商品）を販売。前述した年越しそばに「コンちゃんオリジナルTシャツ」1枚を付けた「コンちゃんの年越しそばTシャツセット」（100セット限定）の予約も先着順で受け付けた（発表直後から予約が殺到したため早々に受付を終了）。さらに、2018年12月27日までの期間限定商品として、「コンちゃんサンミー」（神戸屋とのコラボレーション商品）「コンちゃん!けんちんうどん」「コンちゃん!わかめごはんおにぎり」も店頭で発売。「コンちゃんトークショー」（2019年2月9日に毎日放送本社で開催）への招待券プレゼントについては、上記の予約限定商品と店頭販売商品（またはローソンが指定する飲料）を組み合わせて購入したことを示すローソン発行のレシートを、官製ハガキか封筒で応募する方法に変更した（プレゼントの抽選に漏れた応募者から抽選で200名に番組特製ステッカーを進呈）。
- 放送開始20周年を迎えた2020年以降は、「匠本舗」（スカイネット株式会社が運営するおせち料理の通信販売事業で2010年から毎年9 - 11月に当番組のインフォマーシャル枠でおせち料理を紹介）とのコラボレーション企画として、「こんちわコンちゃんおせちですょ!  金色まばゆい三段重」（30種類以上の食材を使った三段重ねのおせち料理に当番組オリジナルの特典を付けたセット）を開発。品目と特典を毎年変えながら、数量限定での販売と12月29 - 31日の冷蔵配送を条件に、9月1日から専用のフリーダイヤルで注文を受け付けている。ちなみに、初めて開発・販売した2020年には、『半沢直樹』（受付開始の時期にMBSテレビがTBSテレビ制作の「日曜劇場」枠で放送）にちなんで収録されたCMを当番組限定で放送。2022年には、4人前の「年越しそば」を特典に付けている[14]。

## スピンオフ番組『こん〇〇わパラちゃん〇〇〇ですょ!』
2014年より大晦日版『こんばんわパラちゃん年の瀬ですょ!』、2016年 - 2019年に海の日版『こんちわパラちゃん海の日ですょ!』として放送されている、メッセンジャーあいはらの冠特番。
テーマ曲やBGMは当番組のものを流用しているが、基本的な内容は1年間（『年の瀬』）もしくは上半期（『海の日』）の出来事を振り返るというもの。当番組レギュラーから近藤、武川、渡辺が出演する回はあるが、相方の黒田は出演しない。
2024年は『New Year's Eve 今年どないやったラジオ』にタイトルを変更。

### 出演者
- 2014年「こんばんわ年の瀬」：豊崎由里絵、中西正男、ちゃらんぽらん冨好、かみじょうたけし、学天即、尼神インター
- 2015年「こんちわ年の瀬」：豊崎由里絵、中西正男、ダイアン、ヒューマン中村、グイグイ大脇、ゆりやんレトリィバァ
- 2016年「こんちわ25周年」：武川智美、桂三度
- 2016年「こんばんわ年の瀬」：豊崎由里絵、中西正男、近藤光史、川岸ゆか
- 2017年「こんちわ海の日」：大吉洋平、中西正男、小林さり
- 2017年「こんばんわ年の瀬」：豊崎由里絵、中西正男、渡辺裕薫、さや香
- 2018年「こんちわ海の日」：武川智美、中野雅至、中西正男
- 2018年「こんちわ年の瀬」：武川智美、中西正男、ちゃらんぽらん冨好、山田スタジアム、市川義一（女と男）、桂文五郎、金属バット、紅しょうが、藤林温子
- 2019年「こんちわ海の日」：武川智美、石田英司、中西正男
- 2019年「こんちわ年の瀬」：武川智美、石田英司、中西正男、渡辺裕薫、ガリガリガリクソン、市川義一（女と男）、河野良祐（令和喜多みな実）、ネイビーズアフロ、藤林温子
- 2020年「こんちわ年の瀬」：藤林温子[注 23]、亀山つとむ、中西正男、渡辺裕薫、市川義一（女と男）、河野良祐（令和喜多みな実）、田崎佑一（藤崎マーケット）、川岸ゆか
- 2021年「こんちわ年の瀬」：武川智美、森たけし、中西正男、渡辺裕薫、桂文五郎、河野良祐（令和喜多みな実）、川岸ゆか、前田春香
- 2022年「こんちわ年の瀬」：武川智美、中西正男、海渡未来、市川義一（女と男）[注 24]、にほんしゅ、渡辺裕薫、田口万莉[注 25]
- 2023年「こんちわ年の瀬」：武川智美、中西正男、赤阪侑子（アルミカン）、梅山茜、萌々（爛々）、中野広大、西川のりお[注 26]
- 2024年：武川智美、中西正男、西川のりお[注 26]、渡辺裕薫